# يوهان هينريك جوسلر

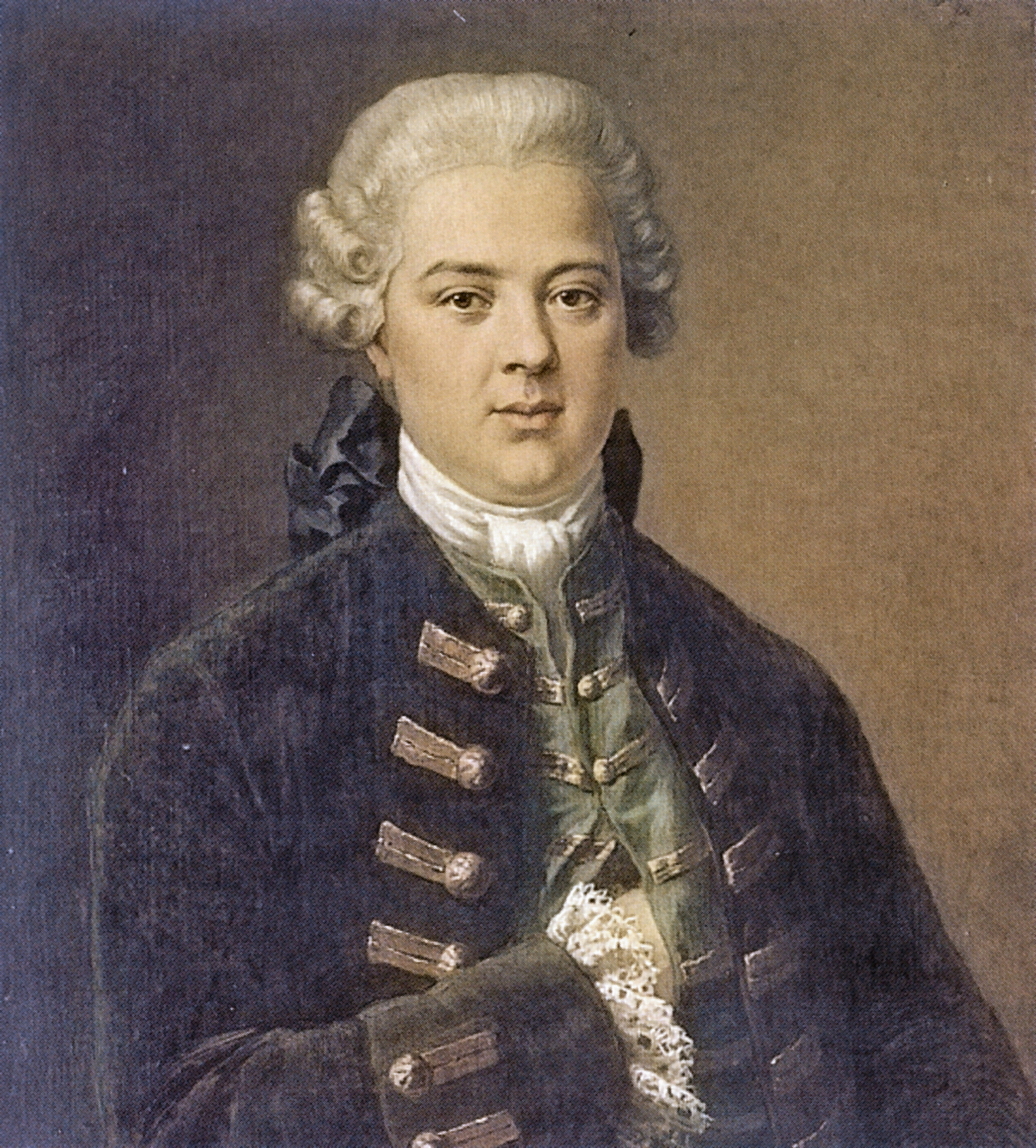

يوهان هينريك جوسلر (ولد في 18 أغسطس 1738 في هامبورغ، توفي في 31 أغسطس 1790 في هامبورغ) كان مصرفيًا ألمانيًا ويحمل لقب غراند بورغر في هامبورغ، وهو عضو في أسرة الهانزيتين بيرنبرغ/جوسلر المصرفية ومالك ورئيس شركة جو. بيرنبرغ، جوسلر وشركائه (بنك بيرنبرغ). كان متزوجا من إليزابيث بيرنبرغ (1749-1822)، الوريث الوحيد لعائلة بيرنبرغ المصرفية.